# Sant Gil de Rupit i Pruit
Sant Gil de Rupit i Pruit és una església de Rupit i Pruit (Osona) inclosa a l'Inventari del Patrimoni Arquitectònic de Catalunya.

## Descripció
Capella de planta rectangular coberta a dues vessants i amb el carener perpendicular a la façana, orientada a migdia. No té absis. A la part esquerra s'hi ha adossat un cos annex coberta a una vessant. Un campanar d'espadanya amb campana, corona la façana, que presenta un portal rectangular amb llinda datada i una finestra al damunt. A la part baixa de la façana, als angles, hi ha uns sòcols motllurats. És construïda amb pedra sense polir unida amb calç i en alguns sectors arrebossada, les cantoneres són de pedra picada i el campanar també.

## Història
Situada sota el cingle d'Aiats i a pocs metres del mas Comajoan. Pertany a l'antiga parròquia de Sant Andreu de Pruit.
A la llinda de la porta d'entrada hi ha la data 1736.